# André Antoine
Léonard André Antoine (Limoges, Francia, 31 de enero de 1858 - 19 de octubre de 1943) fue director de escena, autodidacta, fundador y animador del Théâtre Libre en París. Innovó el mundo de la escena francesa e internacional influenciado por las teorías sobre teatro naturalista de Taine y de Zola. Se le considera como el primer director de escena moderno.

## Vida y carrera

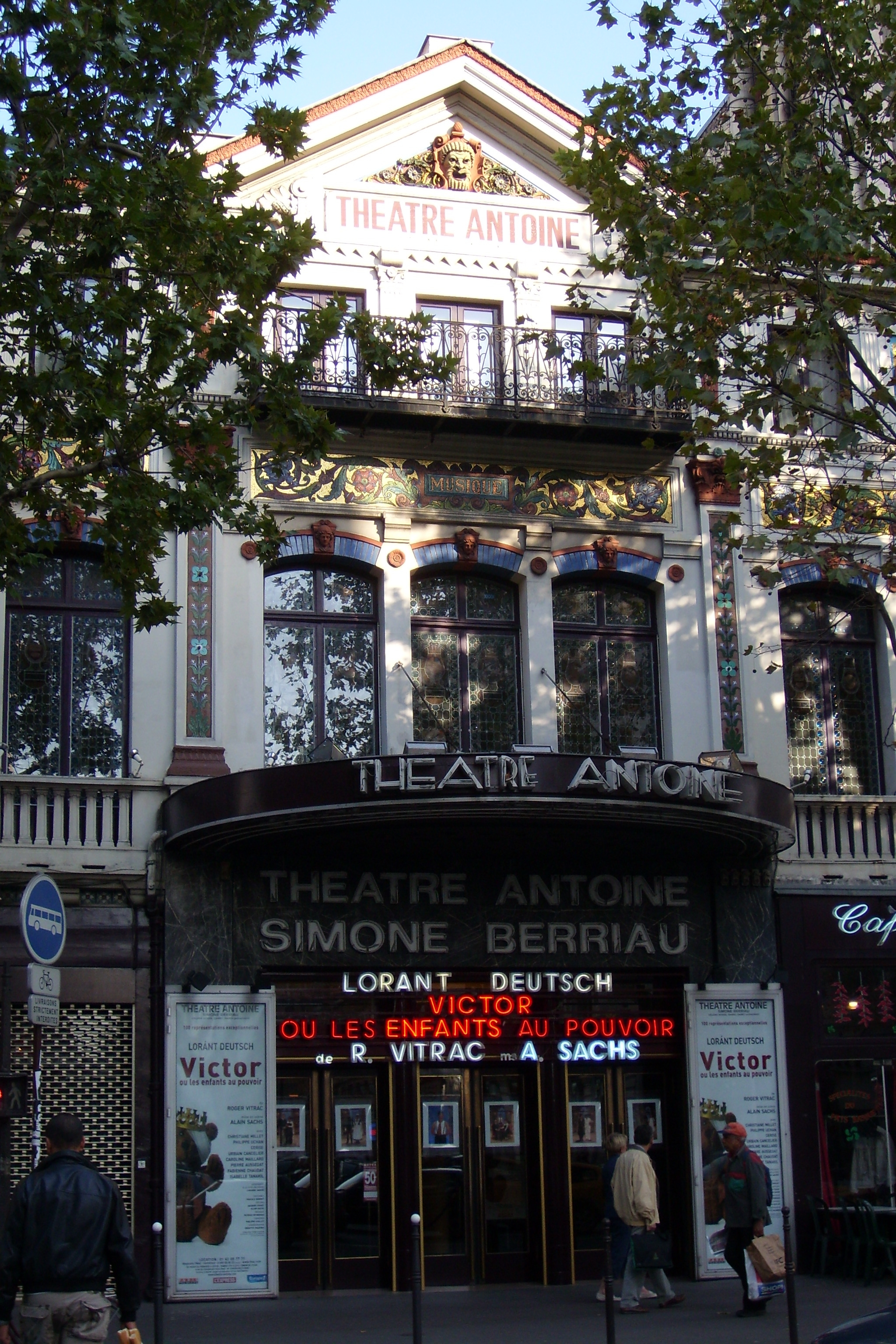
Fachada del Teatro Antoine, París.

Antoine, empleado de la Compañía de Gas de París, aficionado al teatro, llegó a trabajar como comparsa, interpretando pequeños papeles, en La Comedie Française. En su juventud formó el grupo de teatro aficionado «Grupo Galo» con la intención de renovar la escena francesa y el 30 de marzo de 1887 abre la sala Téàtre-Libre en París representando cuatro obras breves, entre ellas una adaptación de Jacques Damour de Zola. La mayor influencia de Antoine fueron Taine y Zola (Zola diría: “El teatro será naturalista o no será”. Estrenó sus obras de teatro en París y entre otros estudios sobre teatro destaca su ensayo El naturalismo en el teatro). 
El Théâtre-Libre en principio ocupó una modesta sala del Eliseo de Montmatre con capacidad para unos trescientos espectadores, más tarde se trasladó a otra sala con una capacidad de 800 espectadores en el Barrio Latino y, finalmente, en 1897, con el nombre de Théâtre Antoine, se instaló en el Téâtre Menus-Plaisirs, en el centro de París. Se financiaba por subscriciones privadas; a finales de la temporada 1889-90 tuvo que cerrar por problemas económicos; para entonces, bajo su dirección y con su propia compañía pudo representar más de 120 piezas de teatro de más de 50 autores, en su mayoría jóvenes. También representó obras de autores reconocidos ya en su tiempo (Tolstói, Hauptmann, Ibsen, Strindberg, Becque, Zola,…) y obras que no pudieron representarse con anterioridad al haber sido censuradas (La señorita Julia de Strindberg, entre otras).
El Téâtre Libre sirvió de modelo para que pronto surgiesen numerosas pequeñas salas de teatro independiente en diferentes países de Europa y América.
Antoine con sus montajes innovó el mundo de la escena. Huyó de la afectación y el artificio y sus representaciones se caracterizaron por la sencillez y la naturalidad. Modificó la interpretación; si hasta entonces la compañía giraba en torno a su actor o actriz principal, en sus montajes consideró la importancia de todos los actores, que cada miembro del reparto actuara en función de los requerimientos de su personaje y de la obra; los actores deberían comportarse con naturalidad, no decir su discurso de cara al público sino actuar como si este no existiese, moverse con libertad, sin importar que en algún momento saliesen de su campo visual o hablar de espaldas a este, comportarse como lo harían en la vida real. Igualmente, modificó los hábitos en escenografía sustituyendo los bastidores de tela pintada por mobiliario; puertas y ventanas dejaron de ser elementos simulados y se convirtieron en auténticas puertas y ventanas practicables. Llegó al extremo de, en una obra (Los carniceros), utilizar auténticas piezas de carne o que en otro de sus montajes (La tierra) se pasearan por el escenario un grupo de gallinas. Todo esto, insólito en su época y también muy criticado. El también director y teórico de teatro Gaston Baty expresaría en estos términos la labor de Antoine:

Puso al desnudo todos los artificios de las fórmulas antiguas, arrojó fuera las complicaciones, los trucos, los golpes de efecto, la ampulosidad, los largos parlamentos, la verborrea de la pieza de intriga, mostrando la vanidad de las maquinarias complicadas y las exhibiciones sensacionalistas. La obra reconstructiva de Antoine creó el gusto por la acción simple, rápida, concisa y visual, […] interpretando las obras sin muletillas, con naturalidad y en medio de un marco expresivo.
Historia Básica del Arte Escénico. César Oliva / Francisco Torres Monreal. Ediciones Cátedra

Entre 1906 y 1914 es director del Odéon en París. También se interesa por el cine, escribe varios guiones y dirige varias películas. En la última etapa de su vida ejerció de crítico teatral y cinematográfico.

## Filmografía
Como realizador:
- 1914: Quatrevingt-treize (Noventa y tres)
- 1917: Le coupable (El culpable)
- 1920: L'Hirondelle et la Mésange (Película muda, no se pudo ver hasta el año 1982)
- 1920: Mademoiselle de la Seigliere
- 1921: La Terre (La Tierra)